# Santana EC
Santana EC is een Braziliaanse voetbalclub uit de stad Santana, in de staat Amapá.

## Geschiedenis
De club werd in 1955 en was vooral succesvol in de tijd dat het Campeonato Amapaense nog een amateurcompetitie was. De club won toen zeven keer de staatstitel. Na de invoering van de profcompetitie in 1991 verdween de club jarenlang uit beeld. Pas in 2009 speelde de club terug in de hoogste klasse en bereikte dat eerste jaar al meteen de finale om de titel, die ze met 0-3 verloren van São José. In 2017 trok de club zich zes dagen voor de competitiestart terug omdat ze het financieel niet rond kregen.
In 2019 keerde de club terug en werd laatste.

## Erelijst
Campeonato Amapaense
1960, 1961, 1962, 1965, 1968, 1972, 1985